# 唐末民變

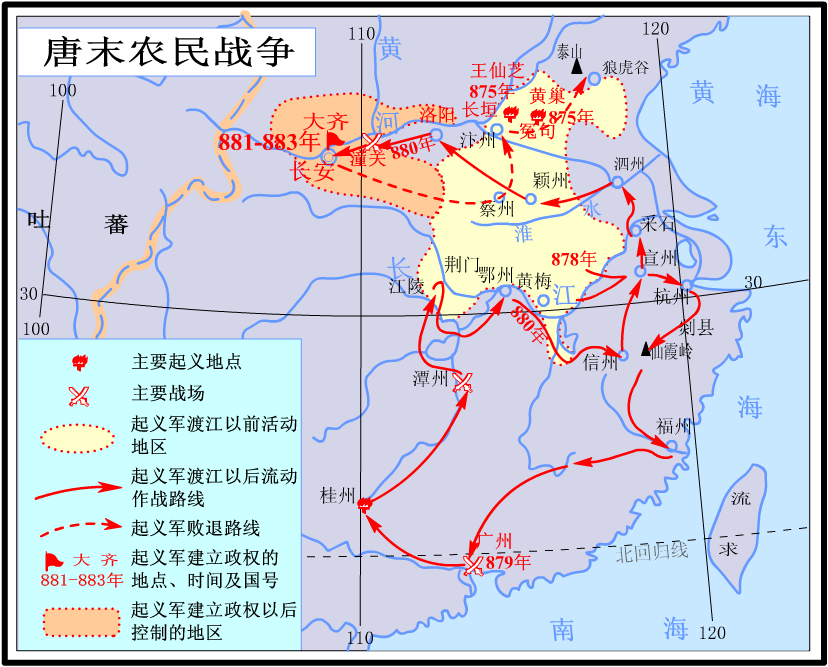
唐末民變形势图

唐末民變从公元859年的裘甫发动浙东叛乱开始，到公元884年黄巢之乱被平定而结束，历时25年，农民军席卷了现在的山东、河南、兩江、閩浙、两广、两湖、陕西等十二行省，沉重地打击了唐朝的统治，加速了唐朝的灭亡。

## 背景
唐朝末年，皇帝荒淫无度，藩镇兴起，与朝廷长期争权斗争，同时宦官专权，政治腐败，整个社会千疮百孔，民不聊生。大中十三年（859年），裘甫在浙东地区领导农民造反，咸通九年（868年），庞勋在桂州（今广西桂林市）领导駐軍作亂，史稱“龐勛之亂”。这两次變亂虽然很快被唐王朝镇压下去了，但是开启更大规模动乱的先声。宋祁《新唐書》總結教訓：「唐亡於黃巢，而禍基於桂林！」

## 过程

### 裘甫之乱
裘甫之乱即起於唐大中十三年（859年）十二月至次年六月，在江南东道的浙东一带，发生了以裘甫为首领的民變。十三年十二月，浙东人裘甫聚众造反，攻占象山（今属浙江）。次年正月，屡败明州城（今宁波）官兵，进逼剡县（今浙江嵊县），众至数千人。二月，大败浙东唐军于三溪（今浙江嵊县西南），打死官兵三位将官，百姓纷纷投附，队伍增加到三万人。裘甫自称天下都知兵马使，建元罗平（铸印称天平）大聚资粮，购良工，治器械，声振中原。三月，变民分兵攻打衢、婺、明、台等州（治今浙江衢州、金华、宁波、临海），夺取唐兴、上虞（今浙江天台及上虞东南一带地区），随后又向东南沿海地区发展。浙东官兵屡战屡败，唐廷急调前安南都护王式为浙东观察使，统领诸道兵前往镇压。裘甫军又北上余姚（今属浙江），杀县丞和县尉，东破慈溪，进占奉化，抵达宁海（今属浙江），杀掉县令而占据之。裘甫面对当时蓬勃发展的有利形势，没有采纳副将提出的迅速攻取越州（治今浙江绍兴），沿浙江（今富春江、钱塘江）筑垒拒守，伺机向外扩展的正确方略，而犹豫不决，坐失良机。四月，王式率兵进屯越州，旋即分兵两路向东、南方向齐进。裘甫军连战皆败，失掉宁海城，于宁海西南的南陈馆又丧失万余人，沿天台山黄罕岭向西北方向逃遁。六月，裘甫军退守郯城。王式率官军集中兵力攻城，不惜起用龙陂监的牧马，借助吐蕃、回鹘的数百名骑手轮番进攻，三天交战八十三次，裘甫等终因寡不敌众，被俘斩。裘甫军将领刘从简率五百人突围后，亦在大兰山（今浙江余姚南）战败被杀，至此，裘甫军全部失败。裘甫反唐，是唐末民变的前奏。

### 王仙芝起兵
乾符元年（874年），王仙芝自称“天补平均大将军”兼“海内诸豪都统”，率数千人在长垣（今属河南）造反。造反贼军很快占领了长垣县城，第二年攻克濮州、曹州。由于当时天灾人祸横行，民众纷纷参与，造反军队人数发展到数万人。到了第三年，叛军在汝州大捷，后来唐朝招安，王仙芝两度动摇，第一次黃巢堅決反對，大罵仙芝「始吾與汝共立大誓，橫行天下。今汝獨取官而去，使此五千餘眾何所歸乎？」黄巢率领二千人马向北进发，与王仙芝分戰兩地。仙芝轉攻郢州時，唐朝招討副都監楊復光再次誘降，仙芝遣尚君長、楚彥威等人洽降，中途為唐招討使宋威所劫持，宋威貪功，妄報戰勝，尚君長等人移送長安被殺，仙芝大怒，降敵之事再次未遂。乾符五年（878年），王仙芝在黄梅大败，被唐军所杀。

### 黃巢之乱
乾符二年（875年），黃巢響應王仙芝，遂在冤句（今山東荷澤西南）起兵。黃巢軍避實就虛，避開藩鎮力量強大的中原地區，向南方長驅直下，渡過長江，轉戰荊襄、皖南、浙東、福建，王霸二年（879年），黃巢軍入岭南，攻克南方重鎮的廣州，活捉節度使李迢，众至百万，並控制了嶺南的大部分地區。黃巢軍發佈公告：要率大軍直搗長安，推翻唐朝的統治。十月，黃巢軍從廣州北上，取道桂林，编栰沿湘江南下，进抵潭州，旋即经鄂州（今湖北武昌）东向，歼灭唐军张璘部，后转战信州，宣州，并北上由采石渡长江，公元880年渡過淮河，攻克东都洛陽；王霸三年底（881年初），黃巢軍進入長安，金吾大將軍張直方率眾迎接黃巢大軍進城，一月十六日，在含元殿舉行開國大典，建立了大齊政權，建元「金統」。
逃往剑南道的唐僖宗糾集各地的殘餘勢力，向黃巢軍反撲，在關鍵時刻，大將朱溫叛變降唐，黃巢軍損失慘重，不得不撤出長安，轉戰山東泰山一帶。中和四年（884年）六月，黃巢在萊蕪虎狼谷與唐將時溥決戰，兵敗自刎。
黃巢從子黃皓率殘部流竄，號「浪蕩軍」。昭宗天復初年，進攻湖南時，為湘陰土豪鄧進思所伏殺。至此唐末民變結束。唐僖宗中和四年，秋七月，僖宗在大玄樓舉行受俘儀式。武甯節度使時溥獻上黃巢首級，另有黃巢姬妾二三十人。僖宗問「汝曹皆勳貴子女，世受國恩，何為從賊？」居首的女子回答：「狂賊凶逆，國家以百萬之眾，失守宗祧，播遷巴、蜀；今陛下以不能拒賊責一女子，置公卿將帥於何地乎！」上不復問，皆戮之於市。

## 主要战役
- 汝州之战
- 黄巢转战中原之战
- 福州之战
- 广州之战
- 潭州之戰
- 信州之战
- 洛阳之战
- 潼关之战
- 黄巢攻长安之战
- 唐夺长安之战
- 莱芜之战

## 参看
- 武昌起义
- 唐朝
- 黄巢

## 註腳
1. ↑  《资治通鉴》卷二五二，僖宗乾符三年。
2. ↑  《資治通鑑·卷第二百五十六》